# Enjoy and Get It On
«Enjoy and Get It On» (с англ. — «Наслаждайся и трахайся») — девятый сингл американской блюз-рок группы ZZ Top, третий сингл альбома Tejas.

## О песне
Сингл записывался в 1977 году в ходе работы над альбомом Tejas. Песню называют одной из лучшей на альбоме. «Совсем пьяный блюз», «рокабилли а-ля Джонни Кэш». Отдельно отмечается сочный рисунок барабанов в исполнении Фрэнка Бирда, превосходная слайд-гитара и гитарное соло на бенд-нотах Билли Гиббонса. 
Сингл был выпущен в 1977 году и добрался до 105-й позиции в Billboard Hot 100.

## Сторона «Б»
На стороне «Б» релиза находилась композиция с того же альбома «El Diabolo» (исп. Дьявол). Также существовал вариант промосингла с записью на обеих сторонах песни «Enjoy And Get It On» в моно- и стерео- вариантах.

## Чарты
| Чарты (1976)          | Позиция |
| --------------------- | ------- |
| США Billboard Hot 100 | 105     |

## Участники записи
- Билли Гиббонс — гитара, вокал
- Дасти Хилл — бас-гитара
- Фрэнк Бирд — ударные, перкуссия

Технический состав:
- Билл Хэм — музыкальный продюсер
- Терри Мэннинг — звукооператор